# Manna mielec
Manna mielec (Glyceria maxima (Hartm.) Holmb.) – gatunek rośliny z rodziny wiechlinowatych. Nazywana jest też manną wodną, manną dużą, manną wielką. Występuje w strefie umiarkowanej w Europie i Azji od Wysp Brytyjskich i Francji po zachodnie Chiny. Introdukowany także do Ameryki Północnej i Australii. W Polsce pospolity na niżu, rzadki w górach.

## Morfologia

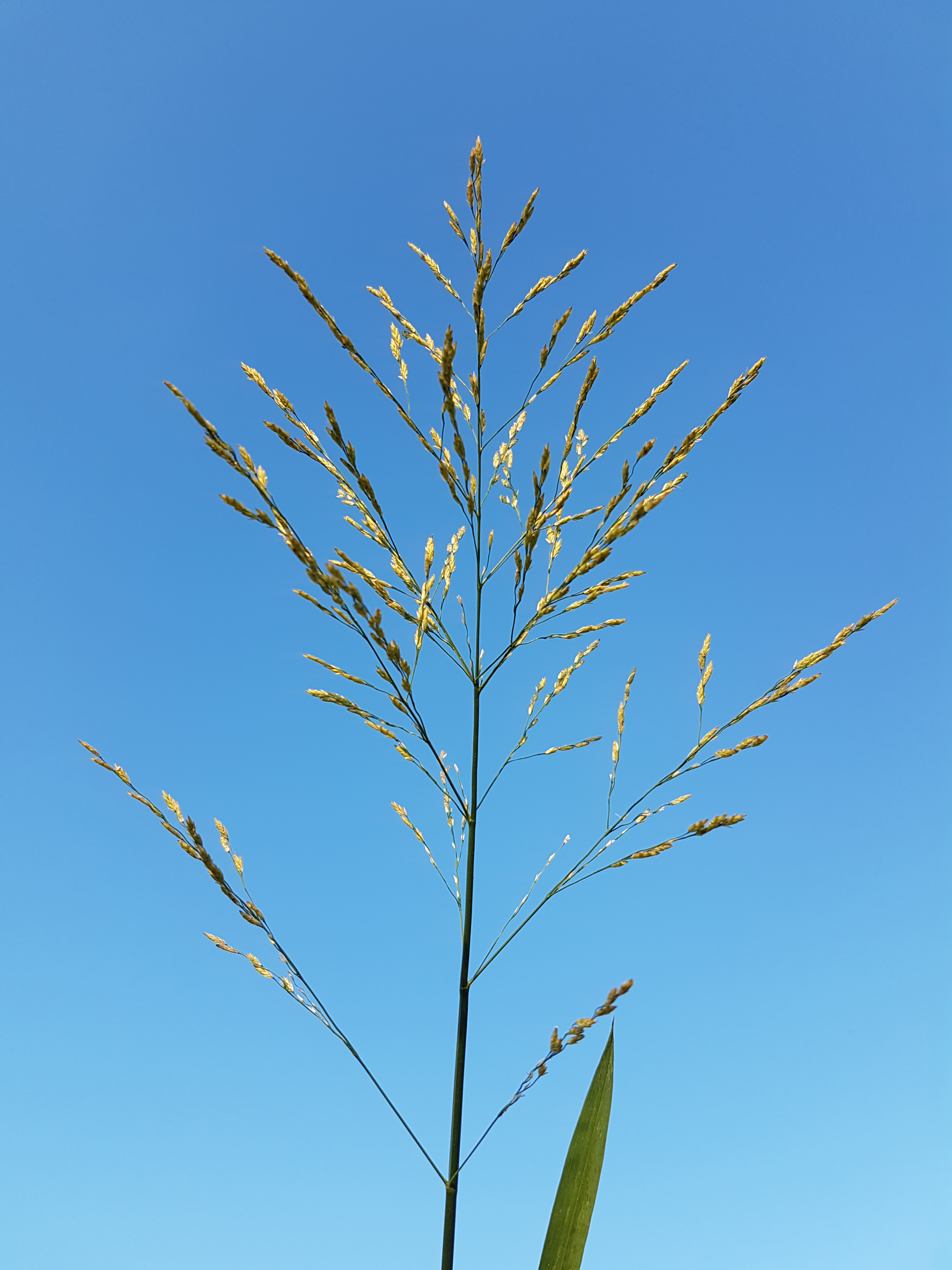
Kwiatostan

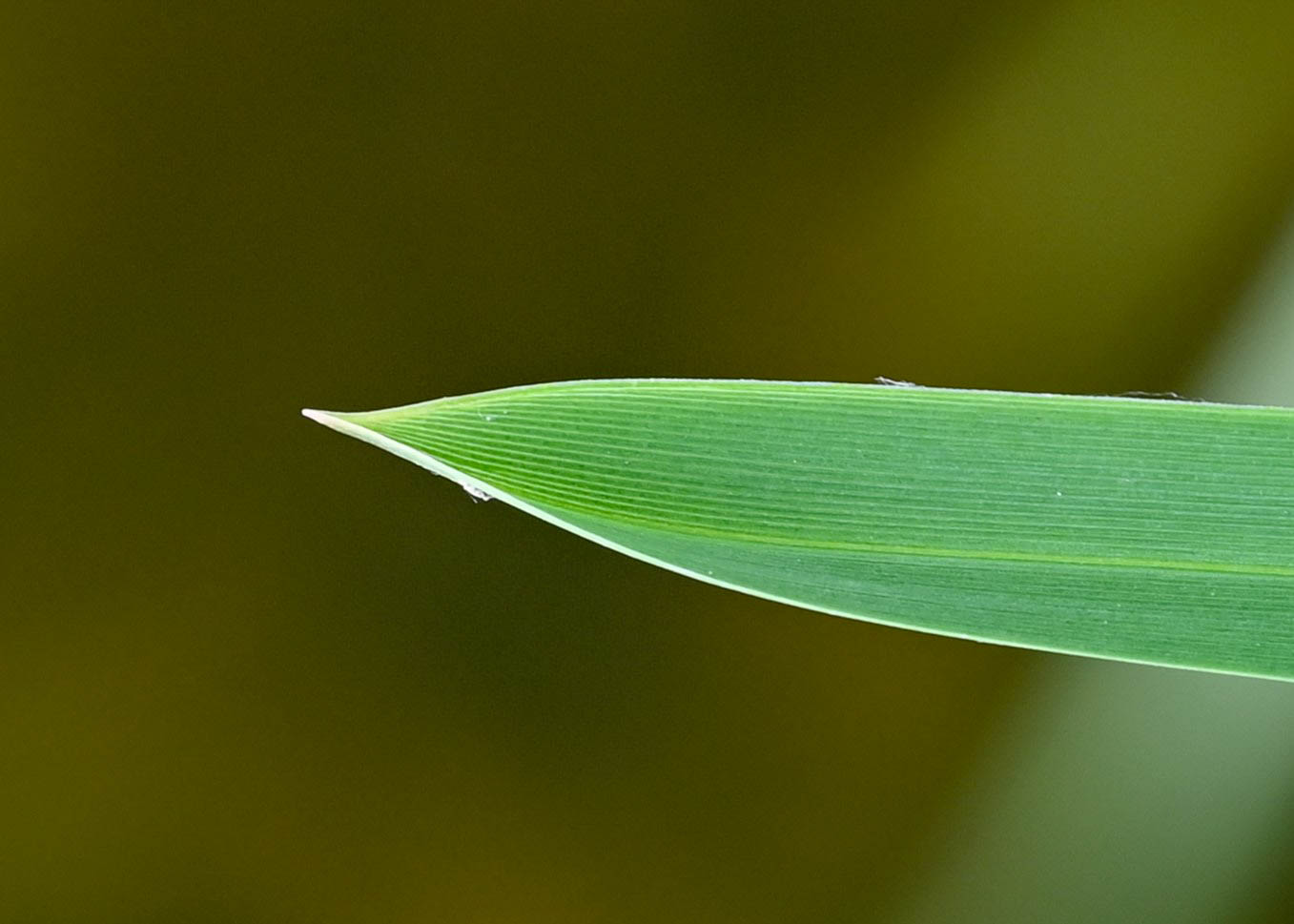
Łódeczkowaty wierzchołek liścia

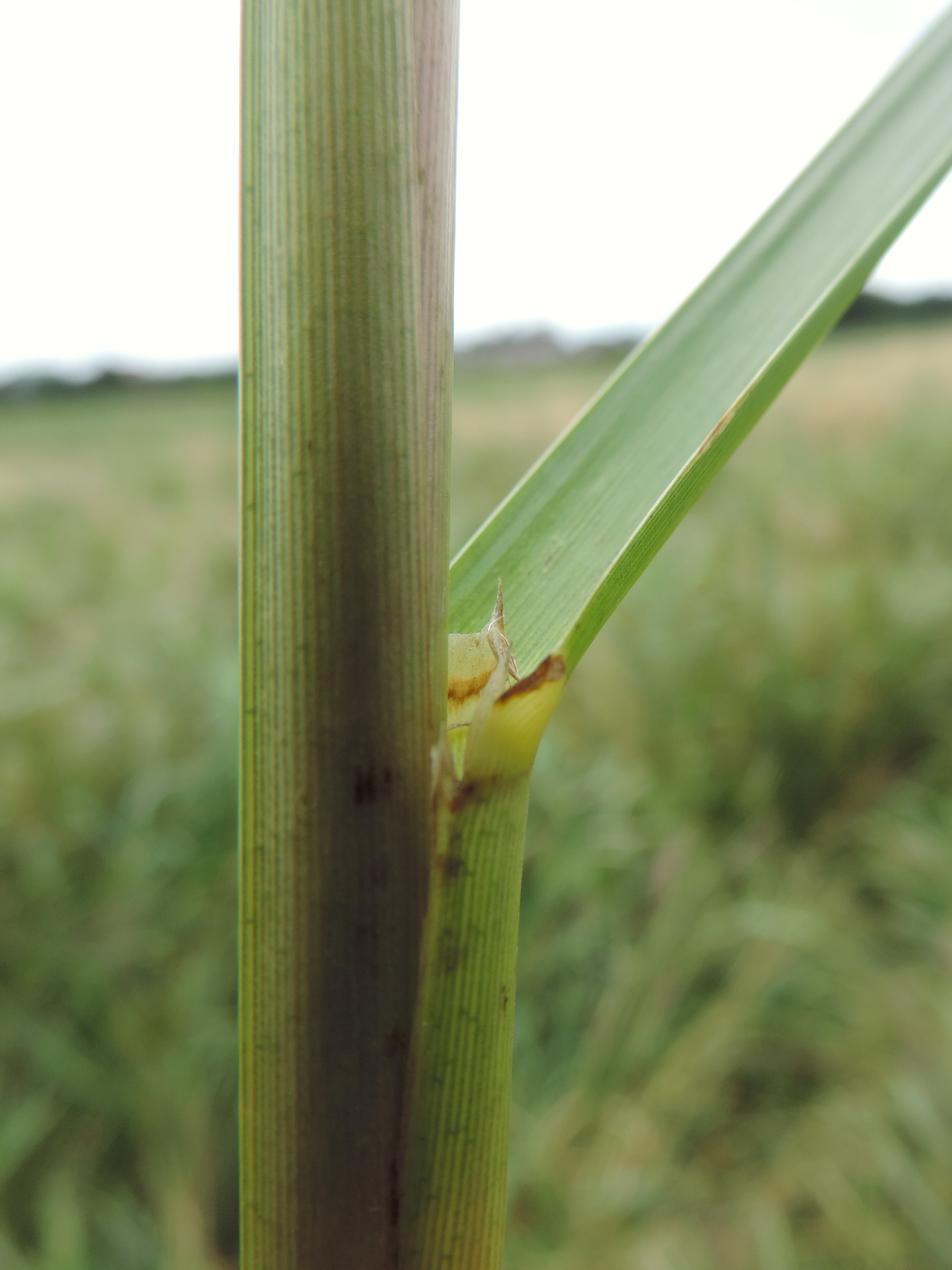
Otwarta pochwa liściowa i języczek

PokrójZielona roślina, tworząca pełzające rozłogi i luźne kępy.
ŁodygaŹdźbła proste, rynienkowato prążkowane osiągają wysokość od 90 do 200 cm. Dość obficie i równomiernie ulistnione. Obok pędów kwiatostanowych wykształca wydłużone pędy wegetatywne, o długich, jasnozielonych blaszkach liściowych. Długie podziemne czołgające się kłącza.
LiścieLiście koloru szarozielonego, o kształcie lancetowatym, szorstkie w dotyku, szczególnie na spodnim nerwie środkowym. Języczek liściowy krótki do 3 mm, tępy, podparty. Pochwy liściowe szorstkie i klinowate. Blaszka liścia o długości od 50 do 70 cm i szerokości do 2 cm, niewyraźnie unerwiona. Na liściach widoczne poprzeczne przegrody kanałów powietrznych, w postaci ciemniejszych punktów. Liść w pączku złożony.
KwiatyNa szczycie sztywnego, prostego, trzcinowego źdźbła bardzo duże od 20 do 40 cm długości wiechy, licznokłoskowe, z 5–8 kwiatowymi kłoskami. Dolne gałązki u podstawy wiechy mają liczne gałązki boczne. Kłoski najpierw jasnozielone, później brunatne lub lekko fioletowe.
NasionaOplewione ziarniaki o barwie czarno brunatnej.
KorzeńKorzenie przybyszowe wyrastające z kłączy.

## Biologia
Bylina, mrozoodporna, wiosną rozwija się wolno, później rośnie szybko. Kwiaty wiatropylne. Kwitnie od czerwca do sierpnia. Rozmnaża się przez wysiew ziarn oraz wegetatywnie przez rozłogi, fragmentację kłącza i pędów.

## Ekologia

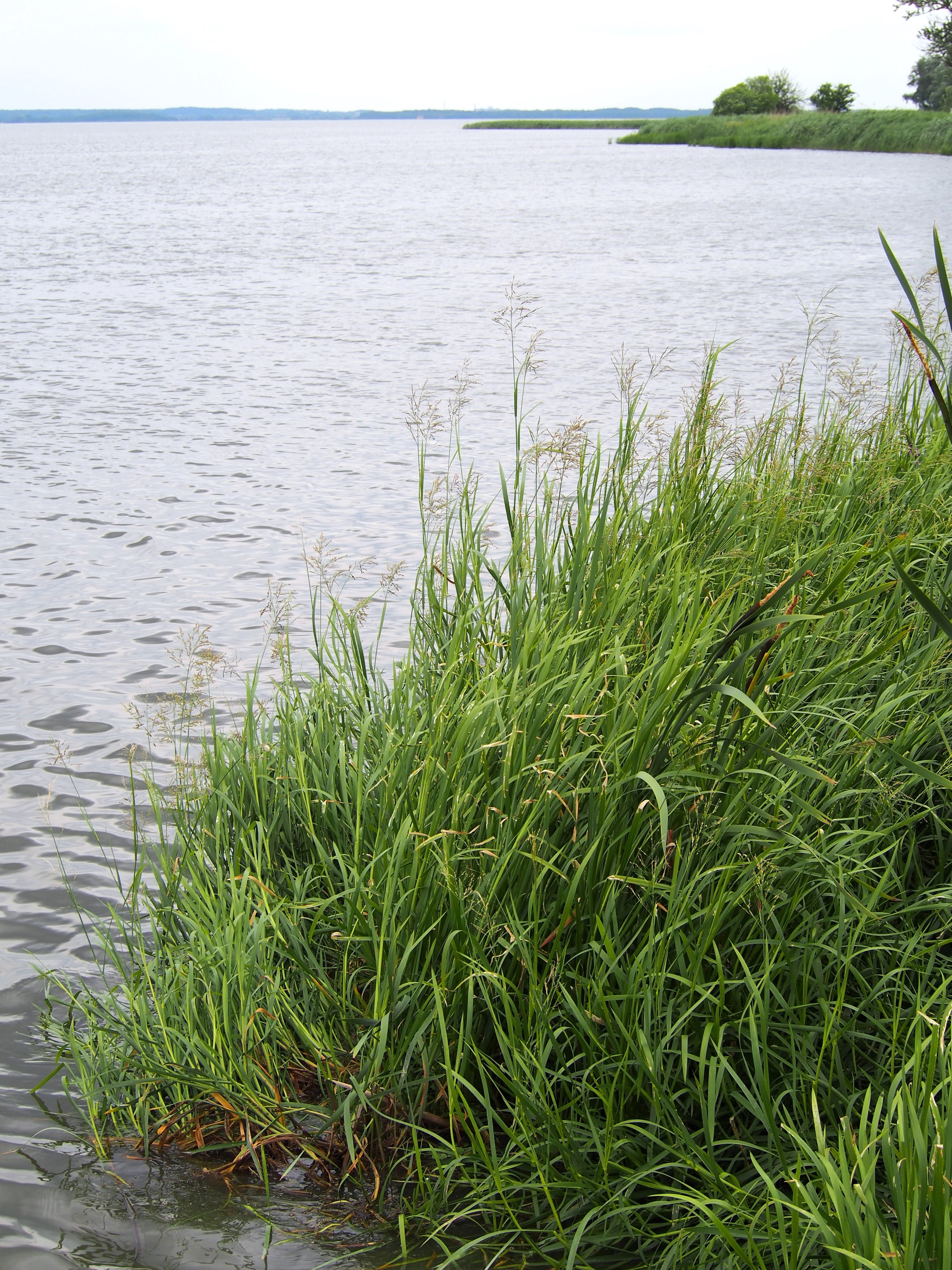
Szuwar z manną mielec nad Jez. Jamno

- Biotop: pospolita wodna trawa, występująca na wilgotnych, mokrych, żyznych łąkach, długotrwale zalewanych (szuwarowy makrofit). Nad mulistymi brzegami wód wolno płynących, w płytkich jeziorach eutroficznych. Tworzy prawie jednogatunkowe zbiorowiska (szuwar mannowy).
- Zbiorowisko: gatunek charakterystyczny dla: klasy (Cl.) Phragmitetea i zespołu (Ass.) Glycerietum maximae[6].

## Zastosowanie
Dobra roślina łąkowa. Daje dość wysoki plon, o średniej wartości pokarmowej. Przy późniejszym zbiorze nadaje się tylko na ściółkę. Roślina zawiera glikozyd cyjanogenny, spasanie jej na zielono jest niebezpieczne.